# Spanjaard (textielbedrijf)

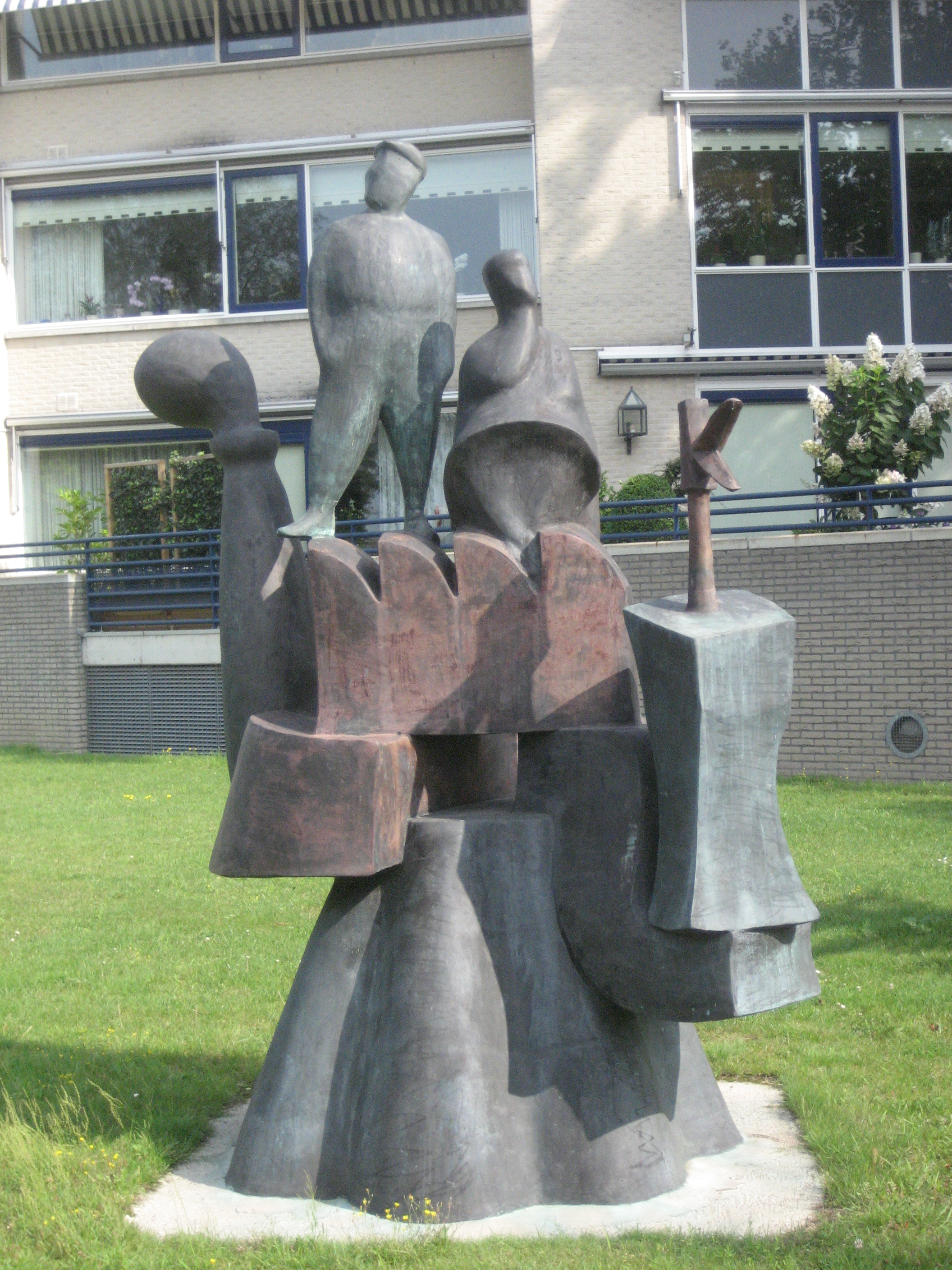
Monument in Borne voor de arbeiders van de Spanjaard-fabrieken

De firma Spanjaard (grotendeels fungerend onder de bedrijfsnaam N.V. Stoomspinnerijen en Weverijen voorheen S.J. Spanjaard) was een textielonderneming die van circa 1825 tot circa 1972 heeft bestaan te Borne.

## Grondlegger
Salomon Jacob Spanjaard (Bodendorf, 13 december 1783 – Borne, 22 april 1861), de grondlegger van dit textielbedrijf dat in de loop van de 19e eeuw uitgroeide tot een van de grootste textielondernemingen in Twente, werd geboren als Salomon Jacobs. Hij verhuisde rond 1800 naar Nederland en vestigde zich in Zwolle als koopman. In 1811 trad hij in Borne in het huwelijk met Sara David van Gelder, net als hij van joodse afkomst. Zij kregen vijftien kinderen, van wie er uiteindelijk negen in leven bleven. In 1812 nam Salomon Jacob - toen actief als verkoper van tweedehands kleding in Borne - de naam Spanjaard aan. De naamsverandering is vermoedelijk gebaseerd op de bijnaam Spanier die nazaten van Spaanse joden in Duitsland hadden.
De textielonderneming Spanjaard werd waarschijnlijk opgericht in 1823 (volgens de eigen ondernemingstraditie), hoewel de oudste handelsboeken van het bedrijf dateren uit 1833. De leiding van handweverij en handelsbedrijf lag bij Salomon Jacob en twee van zijn zoons, Jacob Salomon en Levie Salomon. Tot ongeveer 1850 waren de handel in tweedehands kleding en voedingsmiddelen van groot belang voor de omzet, vervolgens was de onderneming  uitsluitend producent van en handelaar in textiel.
De firma Spanjaard was aanvankelijk alleen handweverij; men kocht garens in Engeland en ook wel in Nederland. Het bleken en verven besteedde men uit aan respectievelijk de Twentse Stoomblekerij in Goor en Ten Cate in Enschede. Salomon Jacob oefende met zijn dynamische handelsgeest een grote invloed uit op de ontwikkeling van het dorp en daarbinnen op de joodse gemeente. De textielondernemer kende een haat-liefdeverhouding met zijn arbeiders. Vanwege een slecht oog stond hij bekend als Sallie Eenoog of de Olde Eenogige. In 1852 namen de beide zoons Jacob en Levie voor ƒ 70.905,93 het bedrijf van hun vader over. Dat telde op dat moment ruim 50 weefgetouwen en had een paar honderd handwevers onder contract. 

## Stoom

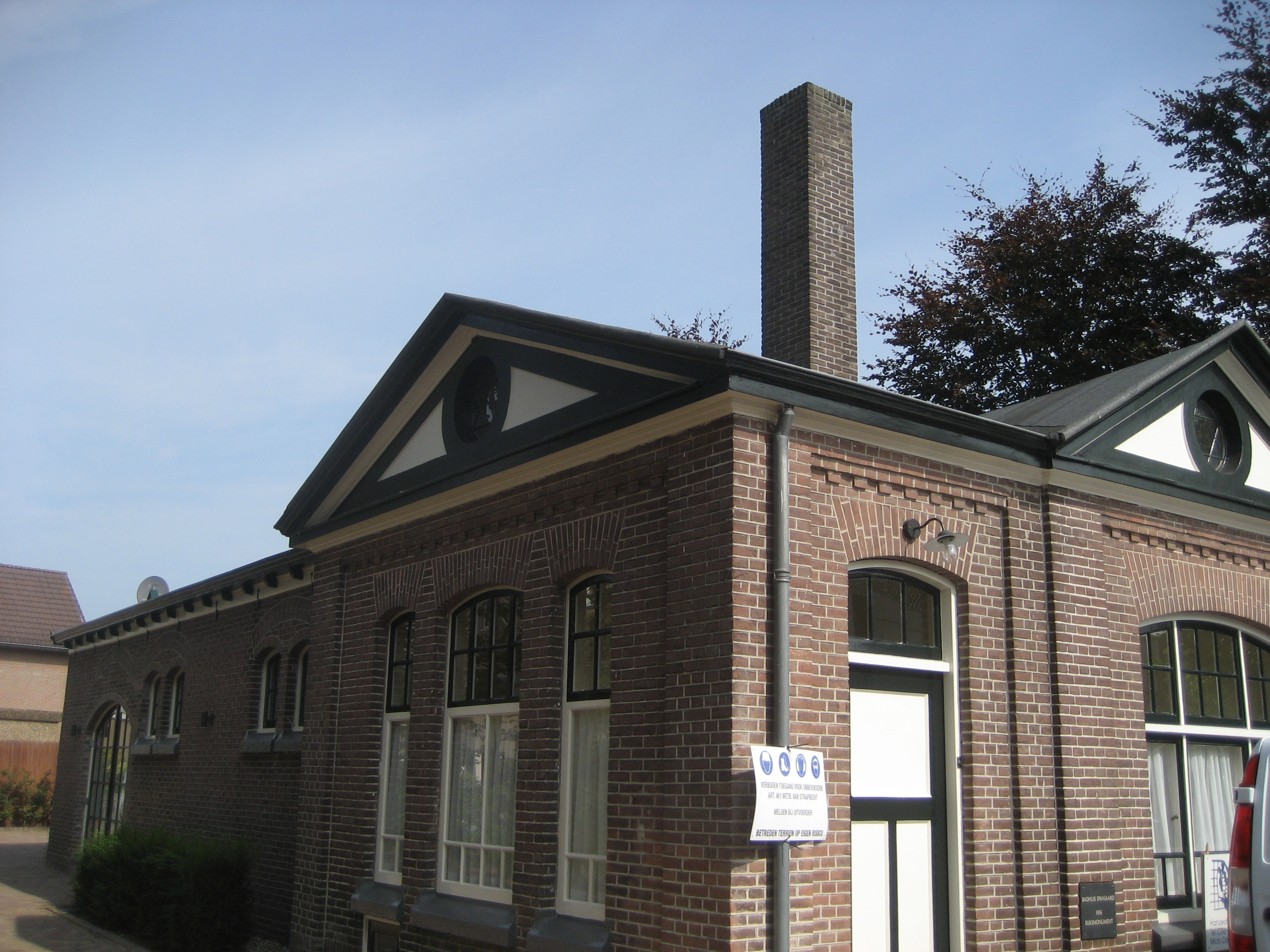
Voormalig badhuis van de fabriek in Borne

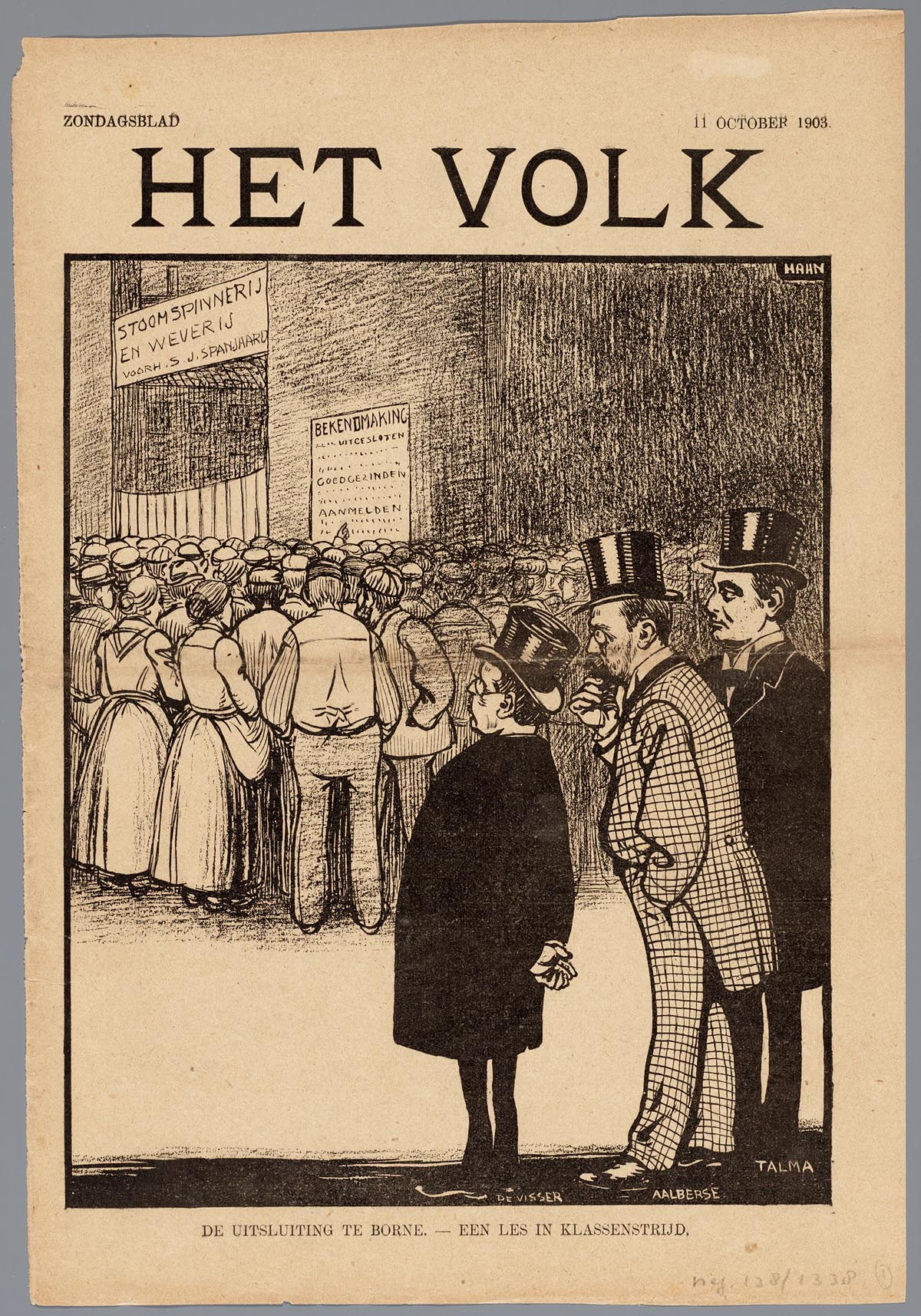
Betrokken Kamerleden bezien de oploop naar aanleiding uitsluiting bij textielbedrijf Spanjaard, 1903

In 1864 schakelde de onderneming ook op stoomkracht en fabrieksmatig bedrijf over: in 1865 kwam aan de Spoorstraat (de huidige Stationsstraat) een stoomspinnerij en -weverij in bedrijf. Tevens werd de directie van de fa S J Spanjaard uitgebreid met een nieuwe deelgenoot. Naast Jacob Salomon en Levie Salomon trad Izaak Jacob toe tot de directie. De familie betrok villa's nabij. In 1865 kreeg de firma het recht het wapen van de Koningin te voeren, onder de naam Stoomfabriek Sophia Koningin der Nederlanden. Spanjaard groeide vervolgens uit tot dé plaatselijke werkgever. In 1901 werd de onderneming omgezet in een nv, met familieleden als aandeelhouder en de vierde generatie Spanjaard in de directie: Jacob Spanjaard (1873-1934), Isaac Jacob jr. (1876-1944) en Jacob Karel (1876-1960). Het uitbreidende bedrijf (vergroting spinnerij 1920 en 1924, nieuwe weverij 1927) wordt wel getroffen door ernstige sociale conflicten (1903 uitsluiting, 1923 en 1931 staking) en toenemende arbeidskrapte. In 1915 telde het bedrijf 954, in 1924 1200 arbeid(st)ers.  

## Bloei en neergang

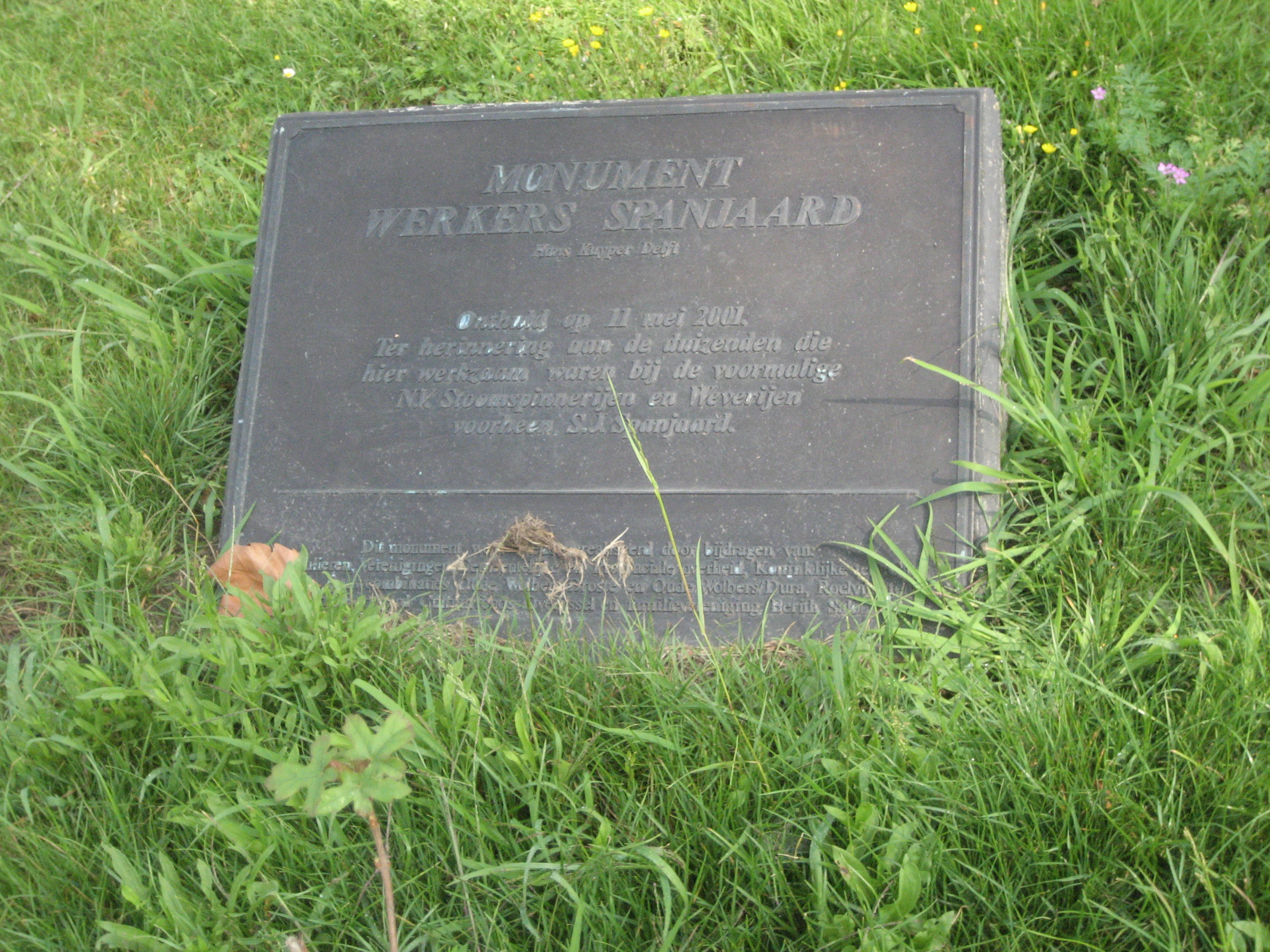
Monument voor de arbeiders bij Spanjaard (Borne)

De crisisjaren dertig zijn behalve qua omzet en omvang voor de onderneming extra ernstig door interne conflicten binnen de familie. Na 1945 breekt - zoals elders in de Nederlandse textielindustrie - een kortstondige bloeiperiode aan, de personeelsbezetting loopt op van 769 op 1 juli 1945 tot 1527 in 1950. In 1948 wordt te Nieuw-Weerdinge een eenvoudige weverij in een houten gebouw in bedrijf genomen. De nevenvestiging te Lancaster (Lancashire) werd in datzelfde jaar verkocht. De eerste jaren van de jaren vijftig vindt er een uitgebreide modernisering en uitbreiding plaats: een garenkammerij in 1950, een nieuwe bedrijfsafdeling van 12000 m² in 1951, een nieuwe fijnspinnerij in 1952. Bij de overname in 1961 door Koninklijke Ten Cate is Spanjaard nog een bloeiende onderneming met bekende merken huishoudtextiel als Teddy en Cinderella. Maar eind 1970 besluit het moederbedrijf eerst de weverij (120 mensen) te sluiten en per 1 januari 1972 volgt de stopzetting van de overige productieactiviteiten. Het confectieatelier, expeditie en magazijn blijven nog het langst bestaan. In de jaren tachtig volgt de sloop van het fabriekscomplex.